# 神樂岡車站
神樂岡車站（日语：／ Kaguraoka eki */?）是由北海道旅客鐵道（JR北海道）所經營的鐵路車站，位於日本北海道旭川市境內，是地方交通線富良野線沿線一個無人駐守的小站，由JR北海道旭川支社負責管轄。車站編號為F29，電報略號為（KaKu）。
站名「神樂」源自愛奴語「hetce-us-i/」。根據愛奴族的Yukar（ユーカラ，沒有文字的愛奴人所特有的一種傳承敘事詩），「hetce/」意指「合掌」之意，相傳此處是神明降臨之地，因此人們需要合掌以表達敬意，並根據此典故將地名意譯為「神樂」。

## 車站建築
本站為1面1線、側式月台的地面車站。本站是無人車站，站內設有自動售票機，但沒有設置洗手間。

## 車站周邊
- 國道237號
- 旭川神樂岡郵局
- 旭川信用金庫（日语：旭川信用金庫）神樂分店南辦事處
- 旭川農業協同組合（JA旭川）神樂岡分所
- 上川神社（日语：上川神社）
- 神樂岡公園
- 旭川電氣軌道、道北巴士（日语：道北バス）「神樂岡車站」巴士站

## 歷史
- 1958年（昭和33年）3月25日 - 日本國有鐵道西御料～旭川區間新設車站。處理乘客服務。
- 1987年（昭和62年）4月1日 - 國鐵分割民營化後，由JR北海道繼承業務。
- 時間不詳 - 廢除簡易委託，車站無人化。

## 相鄰車站
北海道旅客鐵道（JR北海道）
■富良野線
綠丘（F30）－神樂岡（F29）－旭川（A28）

## 外部連結
- （日語）神樂岡車站（JR北海道旭川分社）
- （日語）全驛參觀之旅 （页面存档备份，存于）